# Kay Granger
Kay Granger, född 18 januari 1943 i Greenville, Texas, är en amerikansk republikansk politiker. Hon representerade delstaten Texas tolfte distrikt i USA:s representanthus 1997–2025.
Granger gick i skola i Eastern Hills High School i Fort Worth. Hon utexaminerades 1965 från Texas Wesleyan University.
Granger var borgmästare i Fort Worth 1991–1995. Kongressledamoten Pete Geren kandiderade inte till omval i kongressvalet 1996. Granger vann valet och efterträdde Geren i representanthuset i januari 1997. Granger var den första republikanska kvinnan som representerade Texas i representanthuset.